# حزب کومله زحمتکشان کردستان ایران–روند همبستگی
حزب کومله زحمتکشان کردستان ایران-روند همبستگی (کردی: کۆمه‌ڵه‌ی شۆڕشگێڕی زه‌حمه‌تکێشانی کوردستانی ئێران – ڕه‌وتی یه‌کگرتنه‌وه) یک سازمان سیاسی چپ با مشی کمونیستی در کردستان ایران بود که علیه جمهوری اسلامی ایران فعالیت می‌کرد.
حزب کومله زحمتکشان کردستان ایران-روند همبستگی به صورت یک فراکسیون در داخل حزب کومله کردستان ایران به وجود آمد و در ۲۸ آوریل ۲۰۰۸ به دلیل اختلافات داخلی به رهبری عبدالله کهنه‌پوشی از این حزب انشعاب کرد. این فراکسیون در سال ۲۰۱۴ مجدداً به حزب کومله کردستان ایران پیوست.

## همکاری با حزب حیات آزاد کردستان
کمیتۀ پژوهش‌های تاریخ حزب حیات آزاد کردستان در کتاب تاریخچۀ خود که با عنوان حیات آزاد یک خلق منتشر شده‌است، از حزب کومله زحمتکشان کردستان (جریان رفرم‌خواه) به رهبری عبدالله کهنه‌پوشی یاد کرده که در سال ۲۰۰۸ در راستای بازگشت به کوهستان و آغاز مجدد فعالیت‌های نظامی اقدام به مذاکره و همکاری با حزب حیات آزاد کردستان کرده و در منطقۀ قلاتوکان در ارتفاعات قندیل در کردستان عراق مستقر شده‌است با این وجود و علیرغم همکاری میان دو حزب، حزب کومله (جریان رفرم‌خواه) با شلیک اولین گلوله‌های توپ توسط سپاه پاسداران و آغاز جنگ، قندیل را ترک گفته و به کمپ زرگویز بازگشته‌است.